# Gilles Simon
Gilles Simon (Niza, 27 de diciembre de 1984) es un extenista profesional francés. 
Durante su trayectoria obtuvo 14 títulos profesionales (un ATP 500 y 13 ATP 250), además de alcanzar la final del Masters Series de Madrid en 2008 que perdió ante Andy Murray tras haber derrotado al número 1 del mundo, Rafa Nadal, en semifinales. También llegó a semifinales del Masters de Canadá en 2008, donde tras vencer a Roger Federer en la segunda ronda, cayó ante Nicolas Kiefer .
Es el cuarto jugador francés con más títulos, detrás de Yannick Noah (23), Jo-Wilfried Tsonga (18), y Richard Gasquet (16), y el tercero en número de victorias (504), después de Richard Gasquet (580) y Gael Monfils (525). Su longevidad y regularidad le permitieron destacar también por la cantidad de participaciones en torneos de Grand Slam (61) y Masters 1000 (110).

## Carrera como tenista
Gilles Simon forma parte, junto a Richard Gasquet, Gael Monfils y Jo-Wilfried Tsonga, de una generación de jugadores franceses que alcanzaron el éxito profesional a una edad temprana y llegaron a ocupar, en algún momento, un puesto en el top-10 del ranking mundial. 
Debutó a los 17 años y, tras unas temporadas de adaptación al circuito profesional, comenzó a destacar por su juego defensivo y sus habilidades tácticas.
Apodado "Poussin" ("pollito" en francés) sus rivales no le tenían en cuenta por  debido a su pequeña complexión física. Destacó por una defensa sólida, un buen revés a dos manos y la habilidad para cambiar el ritmo de juego, alternando tiros muy suaves con otros muy potentes.

### 2006

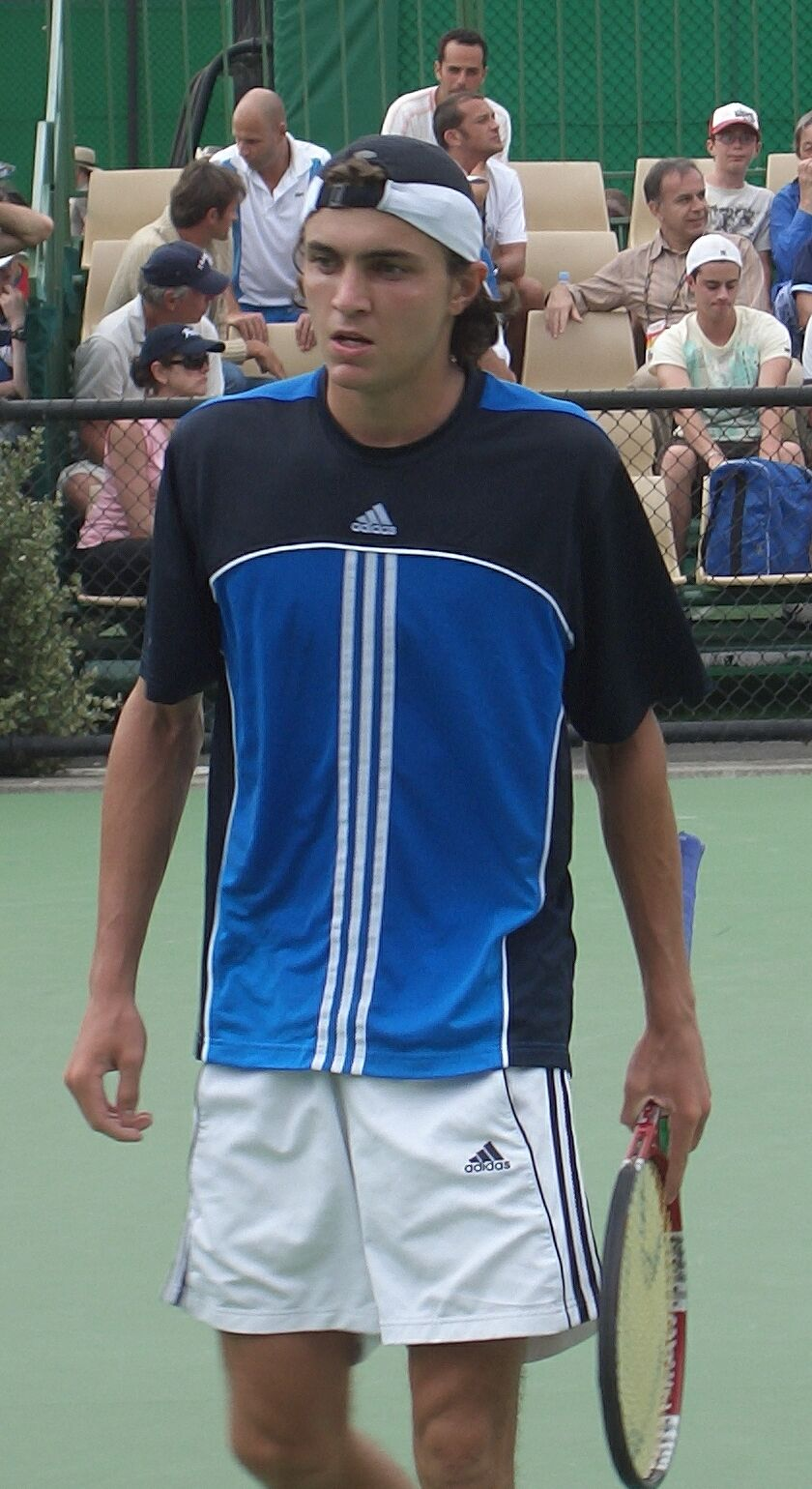
Simon en el Abierto de Australia 2006.

Simon terminó el año como número 45 del mundo, convirtiéndose en una promesa del tenis. 
Muchos cuestionaron que tardara mucho en sobresalir, aun cuando su talento era evidente. Alcanzó su primera final ATP en Valencia, cayendo ante Nicolás Almagro. Ganó 24 partidos,18 más que el año anterior. En el Australian Open destacó con victorias sobre Massú y Berdych antes de caer con Johansson en 3R. Ganó el Challenger de Nueva Caledonia y llegó a la final en Andrezieux. 
Alcanzó victorias destacadas como las conseguidas ante el número 23 Tomáš Berdych en Australia por 6-3, 6-2, 4-6 y 6-2, o la que obtuvo ante Jarkko Nieminen en Marsella por 4-6, 6-3 y 6-2, por aquel entonces núm. 26 del mundo. En ese mismo torneo, le complicó mucho el partido al número 2 del mundo Rafael Nadal, al estar 5-2 arriba en el primer set para acabar cayendo por 7-5 y 6-4 en casi 2 horas de partido. Tuvo otra victoria importante ante Fernando Verdasco, número 34 en las semifinales de Valencia al ganarle por 6-2 y 7-6. En Monte-Carlo volvió a ganar a Berdych, número 24 por 7-6, 6-7 y 6-4. En la R16 perdió sin oposición por 6-3 y 6-2 ante Ivan Ljubičić. 
Jugó en Casablanca llegando a las semifinales y perdiendo ante Daniele Bracciali. En Hamburgo volvió a jugar a muy buen nivel eliminando al núm. 40 Greg Rusedski en primera ronda y al número 9 Gastón Gaudio en la segunda por 6-4,3-6 y 6-4, su primera victoria ante un Top-10 en su carrera. Pero volvió a caer sin oposición en la tercera ante Max Mirnyi. En hierba alcanzó los cuartos de final en Nottingham. Alcanzó R32 en Cincinnati perdiendo con Haas en 3 sets y R64 en el U.S Open perdiendo con Richard Gasquet. 
Luego a final de año alcanzó la R16 de Bucarest y los cuartos de final en Palermo. Empezó el año como número 124 y lo acabó como 45.

### 2007
En 2007 Gilles no empezó el año muy bien con tan solo 1 victoria en 5 partidos. Esas 4 derrotas le hicieron bajar al número 56. Pero llegó Marsella donde tuvo victorias destacadísimas ante Hewitt, Soderling y Baghdatis en la final por 6-4 y 7-6. Después cayó en la primera ronda de Róterdam y en la segunda de Dubái. Pero en Indian Wells Gilles lograría una gran victoria ante todo un top-10 como Robredo, por aquel entonces número. 7 del mundo, por 6-7, 6-3 y 6-0 en 2 horas y 27 minutos salvando 14 de 15 bolas de break. Pero en la R32 Juan Ignacio Chela le arrolló por 6-2 y 6-2. En Miami volvió a alcanzar la R32 derrotando a Luis Horna antes de caer con Andy Roddick por 6-4 y 6-4.En Valencia, Monte-Carlo y Casablanca, donde el año pasado había mostrado un gran nivel, sólo ganó un partido y perdió 3. Pero en Roma Gilles resurgió y ganó como 58 del mundo al N10 del mundo Andy Murray por 6-1,1-6 y 6-3 en 2 horas y 5 minutos. Después ganó a Guillermo Cañas, núm. 21 del mundo, en 2 sets, pero en la R16 perdió con Tommy Robredo por 6-2 y 6-2.En Hamburgo en 1R arrasó a su compatriota Giquel por 6-1 y 6-0 antes de perder en 3 ajustadísimos sets ante Nikolay Davydenko por 6-7,6-4 y 7-5. En Roland Garros alcanzó la R64 perdiendo con Mathieu en 4 sets. En hierba hizo octavos en Nottingham y 2R en Wimbledon. En Bastas alcanzó los QF ganando al núm. 31 del mundo Juan Mónaco, pero David Ferrer le pasó por encima por 6-1 y 6-0. En Umag alcanzó los QF derrotando a Nikolay Davydenko, núm. 4 del mundo por 6-2,2-6 y 6-3, pero cayó ante Cañas por 6-1 y 6-2 en QF. En Sopot alcanzó los semis perdiendo con Robredo. En New Haven volvió a derrotar a Davydenko por 6-4 y 6-4 y a Juan Martín Del Potro antes de caer con Mathieu. En el U.S Open alcanzó la R64 perdiendo con Fernando Verdasco. En Bucarest Simon ganó su 2 torneo del año derrotando a Victor Hanescu por 4-6,6-3 y 6-2. En las pistas interiores de final de año hizo octavos en Lyon y R32 en París, así Simon entraría al 2008 como número 29 del mundo, y comenzaría a mostrarse más, perfeccionando su estilo de juego cada vez más, hasta conseguir uno de los mejores reveses de dos manos en la actualidad, una potente derecha, una increíble forma de devolución y también un servicio, que si bien, no es lo más destacable, es un golpe que ha mejorado bastante. La mayor debilidad de Simon sigue siendo la volea, ya que es un jugador de línea de fondo que no suele ir mucho a la malla, prefiriendo servirse de su revés y su derecha para mover a su rival.

### 2008

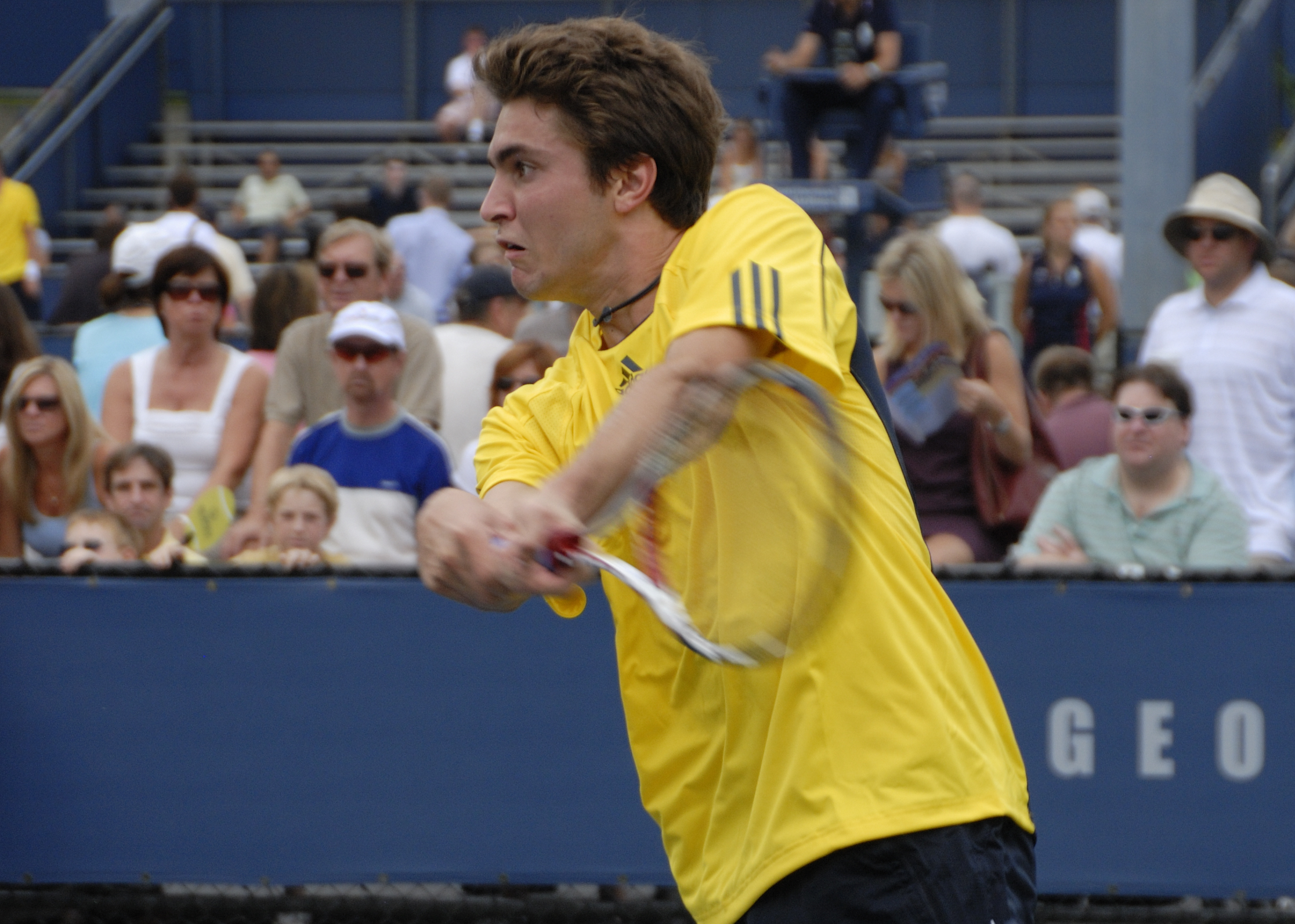
Gilles Simon en el US Open 2008.

A principios de año tuvo un comienzo irregular con 3 victorias y 3 derrotas. Alcanzó de nuevo la R32 en Australia perdiendo con Nadal. En Marsella alcanzó los QF derrotando a Guez y a Djokovic, N3 del mundo por 6-2,6-7 y 6-3, en 2 horas y 7 minutos salvando las 6 bolas de break de las que dispuso Djokovic, antes de caer con Mathieu. En Róterdam alcanzó los semis perdiendo en ellas ante Robin Soderling por 6-2 y 6-1. En Zagreb hizo R16, en Indian Wells R64 y en Miami R128. En Estoril hizo R16, en Monte-Carlo R64 y en Roma R32 derrotando a su compatriota Jo-Wilfried Tsonga finalista aquel año en el Australian Open por 6-2,4-6 y 7-6. En Hamburgo también alcanzó la R32 donde perdió con Murray. En Casablanca, clasificado de la previa, acabó ganando el torneo a Julien Bennetau por 7-5 y 6-2. En Nottingham hizo QF perdiendo con Verdasco y en Wimbledon R32 perdiendo con Gasquet. Ganó el torneo de Indianapólis al derrotar a Dimitry Tursunov por 6-4 y 6-4 en la final. Después en Toronto derrotó al por aquel entonces n.º 1 del mundo Roger Federer por 2-6,7-5 y 6-4 en 2 horas y 2 minutos yendo break abajo en el 2 y en el 3 set remontando ambos. En aquel torneo llegó a los semis perdiendo con Nicolas Kiefer perdiendo por 6-7,6-3 y 7-6 en 3 horas de partido. En Cincinnati hizo R32 perdiendo con Blake. En las Olimpiadas ganó a Soderling y Cañas antes de perder de nuevo con James Blake. En el U.S Open perdió en 3R en un auténtico partidazo a 5 sets entre él y el argentino Juan Martín Del Potro, dos jugadores emergentes. El resultado fue 6-4,6-7,6-1,3-6 y 6-3 en 3 horas y 45 minutos. Después volvió a ganar en Bucarest derrotando a Carlos Moyá en la final por 6-3 y 6-4. En el Masters Series de Madrid ganó 5 partidos a 3 sets antes de caer en la final con Andy Murray salvando muchísimos puntos de partido a lo largo del campeonato. Sus victorias fueron: Andreev:4-6,6-1 y 7-6 en 2 horas y 9 minutos, Blake: 3-6,6-1 y 6-4 en 1 hora y 30 minutos de partidos donde salvó 8 de 10 bolas de break, Ginepri 6-7,6-4 y 7-6 en 2 horas y 35 minutos, Karlovic 7-6,4-6 y 7-6 en 2 horas y 15 minutos, Nadal el núm. 1 del mundo, 3-6,7-5 y 7-6 remontando set y break abajo en 3 horas y 23 minutos salvando 17 bolas de break sobre 22 y convirtiendo 4 de 8. Nadal ganó más puntos que él durante ese partido, pero acabó perdiendo con Gilles. En París perdió en R16 ante Roddick por 6-3 y 7-5. Clasificado para la Copa Masters dio la sorpresa derrotando a Roger Federer por 4-6,6-4 y 6-3 salvando de nuevo set y break abajo en 2 horas y 8 minutos salvando 8 bolas de break sobre 10. También ganó a Stepanek y sólo cedió ante Murray y gracias a ello se metió en semis donde perdió con Djokovic en un partidazo por 4-6,6-3 y 7-5 salvando un 5-1 abajo en el 3 para llegar al 5-5 en 2 horas y 55 minutos.

### 2009
En el año 2009 empezó jugando la Copa Hopman acompañado de su compatriota Alizé Cornet representando a Francia. Tras ganar uno de los tres partidos que jugó fue incapaz de llegar a la final. Posteriormente participó en el Torneo de Sídney, pero perdió en primera ronda ante su compatriota Richard Gasquet por 6-4, 6-4. Más tarde en el Abierto de Australia llegaría hasta los cuartos de final donde perdió ante Rafael Nadal por 6-2, 7-5, 7-5.
En el camino eliminó a Pablo Andújar, Chris Guccione, Mario Ančić y Gaël Monfils. Participa en Rót'erdam cayendo en octavos ante Mario Ančić en 3 sets tras haber dejado en el camino a Philipp Kohlschreiber. En Marsella elimina a Grigor Dimitrov salvando 2 puntos de partido, derrotándolo por 4-6, 6-3 y 7-5 en 2 horas y 9 minutos. En las siguientes dos rondas eliminaría a Rainer Schuettler en 3 sets y a Julien Benneteau en 2 sets antes de caer con Michael Llodra por 7-6 y 6-2. En Dubái eliminó a Mohammad Ghareeb con apuros por 5-7, 6-4 y 6-4 en 2 horas y 7 minutos, Después eliminaría a Teimuraz Gabashvili y Fabrice Santoro antes de perder con Novak Djokovic en un gran partido por 3-6, 7-5 y 7-5 en 2 horas y 45 minutos. Perdió sus dos partidos de Copa Davis ante Radek Štěpánek y Tomáš Berdych en su peor superficie, pista cubierta ultrarápida que puso la República Checa.

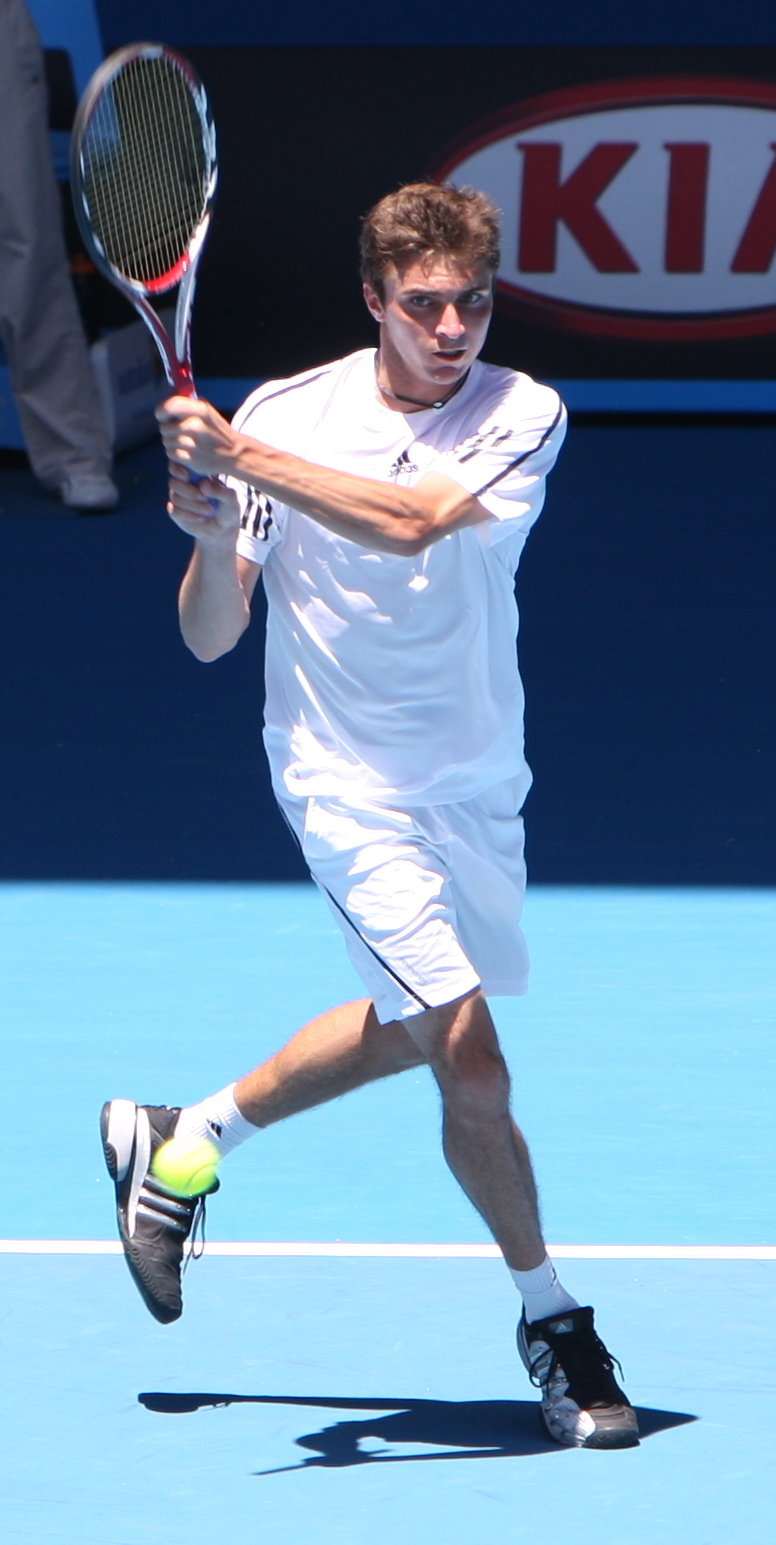
Revés de Simon, durante el Abierto de Australia 2009.

En Indian Wells llegó a tercera ronda después de ganar a Yen-Hsun Lu antes de perder con Ivan Ljubicic por 6-3 y 7-6. En el Masters de Miami llegó a la 4ª ronda derrotando a Lleyton Hewitt, Rainer Schüttler antes de caer con su compatriota Jo-Wilfried Tsonga por 6-7, 6-3 y 6-2 en 2 horas y 12 minutos. En Monte-Carlo perdió en su primer partido ante Andreas Beck y en Roma alcanzó los octavos perdiendo con Mischa Zverev.
En Estoril alcanzó los QF perdiendo con Montañés en 3 sets por 5-7, 6-4 y 7-6 en 3 horas. En Madrid llegó a octavos teniendo el partido controlado en el tercer set con break arriba, pero, acabó cayendo contra Ivan Ljubičić por 3-6, 6-4 y 6-3. En la Copa de las Naciones perdió su partido ante el alemán Rainer Schüttler por 6-4 y 6-4. En Roland Garros alcanzó la 3ª ronda derrotando a Odesnik y Kendrick antes de perder con Victor Hanescu en tres sets.
Ese fue el comienzo de los problemas de rodilla que tanto le torturaron. En el Torneo de Queen's Club llegó a octavos tras derrotar a Dimitrov pero cayó con Mijaíl Yuzhny en 3 sets por 6-1, 2-6 y 6-2. En Wimbledon llegó a octavos tras derrotar a Bobby Reynolds, Thiago Alves y Victor Hanescu antes de caer ante Juan Carlos Ferrero por 7-6, 6-3 y 6-2. En Stuttgart derrotó a Philipp Petzschner pero perdió de nuevo con Mischa Zverev.
En el Torneo de Hamburgo perdió con Daniel Brands por 3-6, 6-4 y 6-3 en 1ª ronda. En el Masters de Montreal derrotó a Dancevic y Falla antes de caer con Tsonga por 6-3 y 6-3. En Cincinnati alcanzó los QF derrotando a Wayne Odesnik, Igor Andréiev, Nikolái Davydenko (núm. 7 del mundo) por 6-7, 6-4 y 6-4 en 2 horas y 22 minutos salvando 8 de 9 bolas de break antes de perder con Novak Djokovic en un partido en el que se volvió a resentir de las rodillas. En el US Open llegó a 3 ronda tras ganar a Daniel Gimeno-Traver y Thomaz Bellucci antes de perder con Juan Carlos Ferrero por 1-6, 6-4, 7-6, 1-0 y retirada por lesión.
En Bangkok consiguió el título derrotando a Kevin Kim, Yegueni Korolev, Jürgen Melzer y Victor Troicki por 7-5 y 6-3 en la final. En el Torneo de Tokio perdió en octavos tras ganar a Suzuki, aunque perdió con Mijaíl Yuzhny por 7-6, 6-7 y 6-4 en 2 horas y 40 minutos. En el Masters de Shanghai tuvo una buena semana derrotando a Victor Troicki y Tomáš Berdych llegando a QF donde perdió con Novak Djokovic en 3 grandes sets por 6-3, 2-6 y 6-2 en 2 horas y 25 minutos siendo este uno de los mejores partidos del año. Después de Shanghài saldría del Top-10, que no había abandonado en casi un año.
En Lyon llegó a las semifinales cayendo ante Michael Llodra. En Valencia ganó a Igor Kunitsyn, y a Tomáš Berdych en un gran partido por 6-4, 4-6 y 6-3 en 2 horas y 20 minutos salvando 11 de 13 bolas de break. Pero cayó ante su "bestia negra" Mijaíl Yuzhny por 6-4 y 6-4. En el Masters de París ganó lesionado a Ljubicic por 6-3, 3-6 y 7-6 en 2 horas y 7 minutos. Ya sin poder casi moverse perdió con Tsonga por 6-3 y 6-2.

### 2010
En 2010 perdió en primera ronda en Marsella, Dubái, Indian Wells y Miami ante Rochus, Baghdatis, Dabul y Zeballos. En Eastbourne en su reaparición, tras tres meses y medio lesionado, llegó a los QF. En Wimbledon llegó a la 3ª ronda y perdió con Andy Murray. En Stttutgart llegó a los octavos tras ganar a Brown, pero perdió con Simon Greul. En Hamburgo perdió con Nieminen en 3 sets en 1ª ronda. En Washington ganó a Kunitsyn y al núm. 9 del mundo, Andy Roddick, por 6-3 y 6-3 aunque en QF perdió con Nalbandián en 3 sets tras ganar el primero. En Toronto y Cincinnati perdió en 1 contra Yuzhny y Fish (ambos partidos en 2 sets). Participó en el 5-0 que le endosó Francia a España con su victoria por 7-6 y 7-6 ante Nicolás Almagro. En el Abierto de EE. UU. hizo un buen torneo eliminando a Young en 3 sets y a Kohlschreiber en un gran partido a 5 sets por 4-6,6-3,1-6,6-1 y 6-3 antes de perder en 3ª ronda con Nadal por 6-4, 6-4 y 6-2. Fue convocado para la eliminatoria Francia-Argentina de Copa Davis venciendo en la 4ª ronda a Eduardo Schwank por 7-6, 6-7 y 6-3. En Metz conquista su séptimo título ATP tras derrotar en la final al alemán Mischa Zverev por 6-3 y 6-2. En Pekín derrotó al núm. 21 del mundo, Sam Querrey, en 3 sets y 2 horas y 20 minutos y al alemán Michael Berrer en 3 horas y 3 sets yendo break abajo en el 3º. En QF perdió con Djokovic por 6-3,6-2. En Shanghài perdió en 1ª ronda ante Wawrinka por 6-4,6-1. En Montpellier eliminó a Mahut por 6-4 y 6-4 y a Nalbandián en un partidazo por 3-6,7-6,7-5 con Nalbandián sacando 2 veces para llevarse el partido y con 2 minibreaks de ventaja en el tie-break. Además, en el tercer set David llegó a ir 4-2 y saque. Perdería en QF ante Jo-Wilfried Tsonga por 6-3,6-7,6-4. En Valencia eliminó a Stakhovsky, Verdasco (núm. 7) y Davydenko (núm. 11) antes de caer ante Granollers por 6-4,6-4. En París derrotó a Golubev, 4-6,6-4,6-3 yendo break abajo en el 2. Fue derrotado por Soderling en la segunda ronda.

### 2011

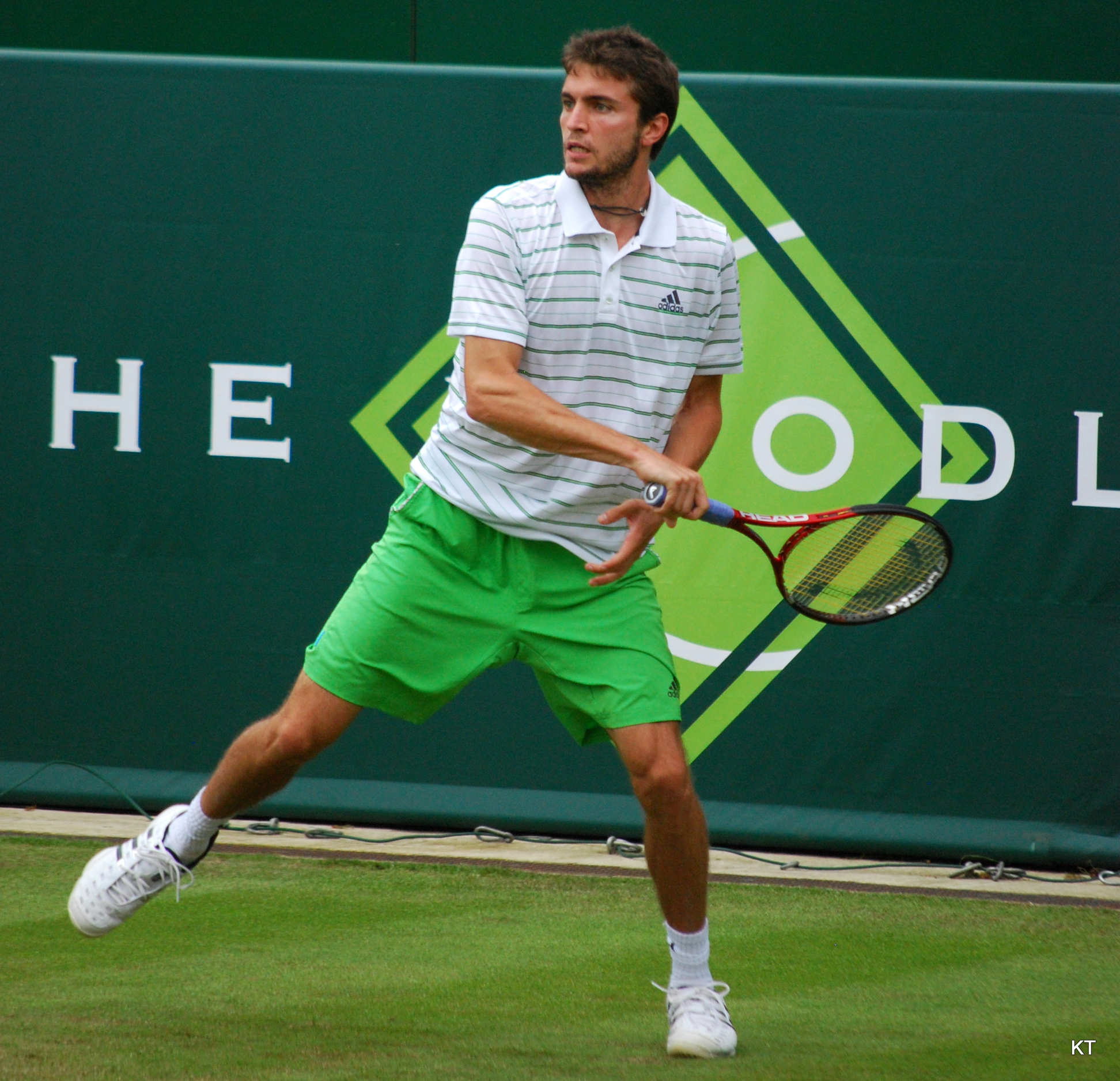
Simon ante Juan Martín Del Potro.

Gilles comienza el año tras la final de la Copa Davis, cayendo derrotado ante Santiago Giraldo (6-2 y 6-3), en la primera ronda de Brisbane. Después gana el torneo de Sídney, segundo de su carrera sobre pista dura outdoor, tras ganar a Yen-Hsun Lu, Frederico Gil, Alexandr Dolgopolov, Ernests Gulbis y Viktor Troicki, 3 de los cuales mejores rankeados que él (además no perdió un set en todo el torneo). En Melbourne, llega a segunda ronda, derrota a Lu en 4 sets, pero cae derrotado ante Roger Federer, vigente campeón en 5 sets (6-2,6-3,4-6,4-6 y 6-3). En Róterdam, juega lesionado con un tortícolis, y pierde ante Paire (6-2,2-6 y 6-3). Todavía en proceso de recuperación, llega a octavos en Marsella, tras derrotar a Nikolái Davydenko (7-6 y 6-4), pero pierde ante Yuzhny por 3-6,6-3 y 6-3. En Dubái, logra la primera victoria de su carrera sobre Mijaíl Yuzhny, 12 del mundo, y después derrota a Rosol, pero pierde ante Gasquet en QF (5-7,6-2 y 6-4). Gana su primer live rubber en la Davis, cuando derrota a Koubek, pero pierde ante Melzer en 5 sets, en la victoria de 3-2 de Francia sobre Austria. En Indian Wells, llega a la R32, gana a Schuttler, y cae ante Karlovic (6-3 y 6-3). En Miami llega a QF, gana a Schuettler, Cuevas y Tipsarevic, pero se retira por lesión en la espalda ante Federer. Llega a QF en Casablanca, gana a Gil, pero pierde ante Starace en 3 sets, tras liderar 4-2 en el tercer set, pero pierde debido a una lesión en el pie. En Monte-Carlo las lesiones continúan, gana a Thomaz Bellucci y a Albert Montañés, pero cae por 6/3 6/3 ante Murray debido a una torcedura de tobillo. Vuelve a las pistas en Estoril, ganando 6/2 6/1 a Berlocq en primera ronda, pero cae en 3 sets ante el prometedor Milos Raonic en cuartos. No consiguió ir más allá de la segunda ronda ni en Madrid (gana a Ljubicic, pierde en 3 sets vs Murray) ni en Roma (gana al #12 Roddick, pierde en 2 sets con Chela), pero logra su mejor actuación en Roland Garros, llegando a octavos tras derrotar a Michael Russell, Jeremy Chardy y al número 10 del mundo Mardy Fish. Sin embargo, no opone batalla a Robin Soderling (finalista en 09' y 10'). Cae en la primera ronda de Quens y en la tercera de Wimbledon, donde gana a Sela y Roger-Vasselin pero cae por 7/6 7/6 7/5 contra Juan Martín del Potro. Vuelve a las pistas en Stuttgart, perdiendo por 4/6 7/6(4) 6/2 con Albert Montañés. En el Abierto de Estados Unidos, avanzó a la cuarta ronda al derrotar a Ricardo Mello, Guillermo García-López y Juan Martín del Potro en la tercera ronda en cuatro sets. Perdió ante John Isner en la cuarta ronda.

### 2012
Simon comenzó su temporada en el Torneo de Brisbane, donde llegó hasta las semifinales antes de caer ante Alexandr Dolgopolov. En el Abierto de Australia 2012, Simon se despidió en la segunda ronda ante su compatriota Julien Benneteau.
Llegó a las semifinales del Torneo de Marsella y a los cuartos de final en Indian Wells, donde cayó ante John Isner. En Miami, fue derrotado por Andy Murray en la cuarta ronda.
Llegó a las semifinales en el Masters de Montecarlo, derrotando a Janko Tipsarević y Jo-Wilfried Tsonga en la tercera ronda y en cuartos de final, respectivamente. Perdió en las semifinales ante el campeón Rafael Nadal. Ganó el torneo de Bucarest, Rumania, derrotando a Fabio Fognini en la final, en el que fue su único torneo del año ganado.
En el Masters 1000 de Madrid, perdió en la tercera ronda ante Janko Tipsarević. En Roma, perdió ante David Ferrer en la tercera ronda. En el Roland Garros perdió en la tercera ronda ante Stanislas Wawrinka.
En Wimbledon perdió en la segunda ronda ante Xavier Malisse. En primera ronda había vencido a su compatriota Paul-Henri Mathieu.
Cayó en la tercera ronda del Abierto de Estados Unidos tras perder ante Mardy Fish. Había ganado con anterioridad a los estadounidenses Michael Russell y Jimmy Wang.
Comenzó la temporada en Asia participando en el Torneo de Bangkok. Elimina Go Soeda (6-4, 6-4), Gael Monfils (6-4, 6-1), y al núm. 1 preclasificado Janko Tipsarević (6-4, 6-4) para llegar a la final contra Richard Gasquet, ante el que cayó perdiendo por 2-6 y 1-6.
Durante el Masters de París eliminó sucesivamente a Marcos Baghdatis (7-5, 6-1), Victor Hanescu (7-5, 6-3), Kei Nishikori y Tomáš Berdych (6-4, 6-4), pero perdió en las semifinales contra Jerzy Janowicz (6-4, 7-5), la revelación de torneo. Terminó la temporada 2012 en el décimo sexto lugar del mundo.

### 2013
Gilles Simon comienza la temporada de 2013 en el Torneo de Brisbane: elimina a Alejandro Falla, pero pierde en los cuartos de final contra Marcos Baghdatis (3-6, 4-6). En el Abierto de Australia, donde fue cabeza de serie número 14, elimina a Filippo Volandri (2-6, 6-3, 6-2, 6-2), Jesse Levine (2-6, 6-3 , 7-64, 6-2) y Gael Monfils (6-4, 6-4, 4-6, 1-6, 8-6) en un partido muy intenso que duró 4 horas con 40 minutos. En cuarta ronda, cae ante Andy Murray (6-3, 6-1, 6-3).
En el Torneo de Róterdam cae ante Julien Benneteau en las semifinales (4-6, 6-7). La semana siguiente en el Torneo de Marsella, derrotó a Robin Haase (7-5, 7-5), Roberto Bautista (6-3, 6-1) y Juan Martín del Potro (6-4, 6-3), pero perdió en la semifinal contra Jo-Wilfried Tsonga (2-6, 2-6).
En el Masters de Indian Wells, venció a Paolo Lorenzi (6-3, 3-6, 7-5), salvando tres puntos de partido, a Benoît Paire (3-6, 7-6, 6-4), pero perdió en la tercera ronda ante Kevin Anderson (3-6, 6-1, 4-6). Se conecta con el Masters de Miami, donde venció a Lleyton Hewitt (6-3, 6-3), Grega Zemlja (6-4, 6-4) y Janko Tipsarević (5-7, 6-2, 6-2 ), pero fue derrotado en los cuartos de final por Tommy Haas (6-3, 6-1).
En los cuartos de final de la Copa Davis se perdió contra el equipo argentino y fue derrotado en sus dos partidos contra Juan Mónaco (6-7, 2-6, 4-6) y, especialmente, contra Carlos Berlocq (4-6, 7-5, 4-6, 4-6) en el quinto partido decisivo, después de haber ganado un solo partido en el evento.
De hecho, cayó en la primera ronda del Masters de Montecarlo contra Roberto Bautista (3-6, 6-7). Tras una serie de actuaciones discretas en tierra batida llegó a las semifinales del Torneo de Bucarest del que es tres veces ganador y defensor del título venció a Jarkko Nieminen, Daniel Brands (6-1, 7-5), pero perdió frente a Lukáš Rosol (2-6, 3-6). Luego anunció la contratación del alemán Jan de Witt, En el Masters de Madrid superó a Julien Benneteau (2-6, 7-5, 6-3) y Jeremy Chardy (6-4, 7-65) antes de perder ante Andy Murray (6-2, 4 - 6, 66-7) después de un largo partido. La siguiente semana en el Masters de Roma elimina a Filippo Volandri (6-3, 2-6, 6-4) y Mijaíl Yuzhny (7-5, 6-3), pero es derrotado por Roger Federer con sequedad (6-1, 6-2).
En Roland Garros, gana a Lleyton Hewitt (3-6, 1-6, 6-4, 6-1, 7-5) subiendo dos sets a cero por primera vez, a Pablo Cuevas (6-7, 6-1, 6-1, 6-1) y Sam Querrey (2-6, 6-3, 2-6, 7-6, 6-2). En la cuarta ronda, perdió ante Roger Federer (6-1, 4-6, 2-6, 6-2, 6-3) en lo que era la victoria número 900 del suizo.
Gilles Simon tomó la decisión de comenzar la temporada sobre césped en el Torneo de Queen's Club disputando los dobles en pareja con Jarkko Nieminen, y pierden en la primera ronda contra Nicolas Mahut y Jo-Wilfried Tsonga por 5-7, 5-7. Cabeza de serie número 2 en el Torneo de Eastbourne, elimina a Kyle Edmund (7-6, 7-6), Bernard Tomic (7-6, 6-3) y Andreas Seppi (6-4, 6-3), pero pierde su primera final en hierba contra Feliciano López (6-7, 7-6, 0-6). Unos días más tarde, en Wimbledon, cae en primera ronda y también contra Feliciano López (2-6, 4-6, 6-7).
Continuó con su temporada en el Torneo de Washington, donde fue eliminado en segunda ronda por el ruso Dmitry Tursúnov por parciales de 4-6 y 2-6. Después disputó los Masters de Cincinnati y Canadá, cayendo en ambos en primera ronda, ante Vasek Pospisil (3-6, 1-1 y retirada) y Nikolai Davydenko (6-2, 1-6 y 1-6). No disputó el US Open por problemas de salud con tos ferina, lo que le provocó la rotura de dos costillas.
Reapareció de la mejor manera, ganando el Torneo de Metz, venció en segunda ronda a Kenny de Schepper, en cuartos de final a Sam Querrey, en semifinales a Nicolas Mahut y en la final a su compatriota Jo-Wilfried Tsonga, por parciales de 6-4 y 6-3. También tuvo una destacada actuación en el Torneo de Bangkok, donde eliminó a Bernard Tomic en segunda ronda y a Igor Sijsling en cuartos de final, para caer en semifinales ante Tomáš Berdych (7-6, 2-6 y 5-7).
Fue eliminado en primera ronda del Masters de Shanghái y del Torneo de Valencia, por su compatriota Benoît Paire (4-6, 3-6) y vapuleado por Alejandro Falla (1-6 y 0-6), respectivamente. Cerró su temporada con una tercera ronda en el Masters de París, venció con dificultades a Nicolas Mahut en segunda ronda, y en la tercera ronda cayó contra el eventual campeón David Ferrer (2-6 y 3-6).

## Títulos ATP (14; 14+0)

### Individuales (14)
| Leyenda                  |
| Grand Slam (0)           |
| ATP World Tour Final (0) |
| ATP Masters 1000 (0)     |
| ATP World Tour 500 (1)   |
| ATP World Tour 250 (13)  |

| N.º | Fecha                    | Torneo       | Superficie    | Oponente en la final | Resultado        |
| --- | ------------------------ | ------------ | ------------- | -------------------- | ---------------- |
| 1.  | 11 de febrero de 2007    | Marsella     | Dura          | Marcos Baghdatis     | 6-4 7-6          |
| 2.  | 16 de septiembre de 2007 | Bucarest     | Tierra batida | Victor Hanescu       | 4-6 6-3 6-2      |
| 3.  | 19 de mayo de 2008       | Casablanca   | Tierra batida | Julien Benneteau     | 7-5 6-2          |
| 4.  | 14 de julio de 2008      | Indianápolis | Dura          | Dmitry Tursunov      | 6-4 6-4          |
| 5.  | 14 de septiembre de 2008 | Bucarest (2) | Tierra batida | Carlos Moyá          | 6-3 6-4          |
| 6.  | 4 de octubre de 2009     | Bangkok      | Dura (i)      | Viktor Troicki       | 7-5 6-3          |
| 7.  | 26 de septiembre de 2010 | Metz         | Dura (i)      | Mischa Zverev        | 6-3 6-2          |
| 8.  | 15 de enero de 2011      | Sídney       | Dura          | Viktor Troicki       | 7-5 7-6(4)       |
| 9.  | 24 de julio de 2011      | Hamburgo     | Tierra batida | Nicolás Almagro      | 6-4 4-6 6-4      |
| 10. | 29 de abril de 2012      | Bucarest (3) | Tierra batida | Fabio Fognini        | 6-4 6-3          |
| 11. | 22 de septiembre de 2013 | Metz (2)     | Dura (i)      | Jo-Wilfried Tsonga   | 6-4 6-3          |
| 12. | 22 de febrero de 2015    | Marsella (2) | Dura (i)      | Gaël Monfils         | 6-4, 1-6, 7-6(4) |
| 13. | 6 de enero de 2018       | Pune         | Dura          | Kevin Anderson       | 7-6(4), 6-2      |
| 14. | 23 de septiembre de 2018 | Metz (3)     | Dura (i)      | Matthias Bachinger   | 7-6(2), 6-1      |

#### Finalista (8)
| N.º | Fecha                    | Torneo       | Superficie    | Oponente en la final | Resultado           |
| --- | ------------------------ | ------------ | ------------- | -------------------- | ------------------- |
| 1.  | 16 de abril de 2006      | Valencia     | Tierra batida | Nicolás Almagro      | 2-6, 3-6            |
| 2.  | 19 de octubre de 2008    | Madrid       | Dura (i)      | Andy Murray          | 4-6, 6-7(6)         |
| 3.  | 30 de septiembre de 2012 | Bangkok      | Dura (i)      | Richard Gasquet      | 2-6, 1-6            |
| 4.  | 22 de junio de 2013      | Eastbourne   | Hierba        | Feliciano López      | 6-7(2), 7-6(5), 0-6 |
| 5.  | 12 de octubre de 2014    | Shanghái     | Dura          | Roger Federer        | 6-7(6), 6-7(2)      |
| 6.  | 27 de septiembre de 2015 | Metz         | Dura (i)      | Jo-Wilfried Tsonga   | 6-7(5), 6-1, 2-6    |
| 7.  | 26 de mayo de 2018       | Lyon         | Tierra batida | Dominic Thiem        | 6-3, 6-7(1), 1-6    |
| 8.  | 23 de junio de 2019      | Queen's Club | Hierba        | Feliciano López      | 2-6, 7-6(4), 6-7(2) |

### Dobles (0)
| Leyenda                  |
| Grand Slam (0)           |
| ATP World Tour Final (0) |
| ATP Masters 1000 (0)     |
| ATP World Tour 500 (0)   |
| ATP World Tour 250 (0)   |

#### Finalista (1)
| N.º | Fecha              | Torneo | Superficie | Pareja                | Oponentes en la final        | Resultado      |
| --- | ------------------ | ------ | ---------- | --------------------- | ---------------------------- | -------------- |
| 1.  | 6 de enero de 2018 | Pune   | Dura       | Pierre-Hugues Herbert | Robin Haase Matwé Middelkoop | 6-7(5), 6-7(5) |

### Challengers (2)
| N.º | Fecha              | Torneo | Superficie | Oponente en la final | Resultado   |
| --- | ------------------ | ------ | ---------- | -------------------- | ----------- |
| 1.  | 3 de enero de 2005 | Numea  | Dura       | Björn Phau           | 6-3 6-0     |
| 2.  | 2 de enero de 2006 | Numea  | Dura       | Rik De Voest         | 6-2 5-7 6-2 |

## Clasificación histórica
| Torneo | 2005 | 2006 | 2007 | 2008 | 2009 | 2010 | 2011 | 2012 | 2013 | 2014 | 2015 | 2016 | 2017 | 2018 | 2019 | 2020 | 2021 | Carrera G-P |
| Grand Slam |      |      |      |      |      |      |      |      |      |      |      |      |      |      |      |      |      |             |
| Abierto de Australia | A    | 3R   | 1R   | 3R   | CF   | A    | 2R   | 2R   | 4R   | 3R   | 3R   | 4R   | 3R   | 2R   | 2R   | 2R   | 1R   | 25-15       |
| Roland Garros | 1R   | 1R   | 2R   | 1R   | 3R   | A    | 4R   | 3R   | 4R   | 3R   | 4R   | 3R   | 1R   | 3R   | 3R   | 1R   | 1R   | 22-16       |
| Wimbledon | A    | 1R   | 2R   | 3R   | 4R   | 3R   | 3R   | 2R   | 1R   | 2R   | CF   | 2R   | 2R   | 4R   | 2R   | ND   |      | 21-14       |
| Abierto de EE. UU. | A    | 2R   | 2R   | 3R   | 3R   | 3R   | 4R   | 3R   | A    | 1R   | 1R   | 2R   | 1R   | 2R   | 2R   | 2R   |      | 17-14       |
| Grand Slam G-P | 0-1  | 3–4  | 3-4  | 6–4  | 11–4 | 3-2  | 9-4  | 6-4  | 6-3  | 4-2  | 9-4  | 7-4  | 3-4  | 7-4  | 5-4  | 2-3  |      | 51-32       |
| ATP World Tour Finals |      |      |      |      |      |      |      |      |      |      |      |      |      |      |      |      |      |             |
| ATP World Tour Finals | A    | A    | A    | SF   | A    | A    | A    | A    | A    | A    | A    | A    | A    | A    | A    | A    |      | 2-2         |
| Juegos Olímpicos |      |      |      |      |      |      |      |      |      |      |      |      |      |      |      |      |      |             |
| Juegos Olímpicos | ND   | ND   | ND   | 3R   | ND   | ND   | ND   | 3R   | ND   | ND   | ND   | 3R   | ND   | ND   | ND   | ND   |      | 6-3         |
| Clasificación a final de año | 124  | 45   | 29   | 7    | 15   | 41   | 12   | 16   | 19   | 21   | 15   | 25   | 89   | 30   | 55   | 63   |      | N/A         |
| Leyenda: G: Torneo ganado; F: Finalista; SF: Semifinalista; CF: Cuartos de final; A: Ausente; G-P: Ganados-Perdidos; ND: No disputado. |      |      |      |      |      |      |      |      |      |      |      |      |      |      |      |      |      |             |